# Cantone di Azay-le-Rideau
Il Cantone di Azay-le-Rideau era una divisione amministrativa dell'arrondissement di Chinon.
A seguito della riforma approvata con decreto del 18 febbraio 2014, che ha avuto attuazione dopo le elezioni dipartimentali del 2015, è stato soppresso.

## Composizione
Comprendeva i comuni di:
- Azay-le-Rideau
- Bréhémont
- La Chapelle-aux-Naux
- Cheillé
- Lignières-de-Touraine
- Rigny-Ussé
- Rivarennes
- Saché
- Saint-Benoît-la-Forêt
- Thilouze
- Vallères
- Villaines-les-Rochers